# Intro (album)
 (mars 2023).
Albums de Pulp
Separations
(1992) His 'N' Hers
(1994)
Intro - The Gift Recordings est une compilation du groupe de pop britannique Pulp, sortie en 1993 et contenant les trois singles enregistrés par le groupe en 1992 et 1993 chez le label Gift Records . Babies sera remixée deux ans plus tard et figurera sur l'album His 'N' Hers.

## Liste des pistes
1. Space
2. O.U.
3. Babies
4. Styloroc (Nites of Suburbia)
5. Razzmatazz
6. Sheffield: Sex City
7. Stacks
8. Inside Susan
9. 59, Lyndhurst Grove

## Musiciens
- Jarvis Cocker - chant, guitare
- Russell Senior - guitare, violon
- Candida Doyle - claviers
- Steve Mackey - basse
- Nick Banks - batterie